# Майот
Департамент Майот (на френски: Département de Mayotte) е отвъдморска територия, департамент и регион на Франция. Площ – 374 km². Население – 270 372 души. Административен център е град Мамудзу.
Намира се в Индийския океан, между Северен Мадагаскар и Северен Мозамбик. Географски е част от Коморските острови, но не и политически. Майот е територия на Франция от 1843 г. Майот е още известна като Махоре, което е старото име на най-големия остров. Жителите на острова се наричат махори, но е възможно и майоти.

## География
Главният остров Гранд Тер (или Махоре) е най-старият Коморски остров. Той е дълъг 39 km, широк 22 km и има площ от 363 km². Най-високата точка е връх Бенара – 660 m. Заради вулканичната скала в района земята е сравнително плодородна. Коралов риф обгражда голяма част от острова, по тази причина корабите в този район са добре защитени от морските вълни. Кораловият риф също така е и дом на много видове риби.
Освен главния остров, към общността Майот спадат още остров Памандзи (11 km²), разположен на изток, и още около двадесетина по-малки острова. Главният остров е познат и под името Гранд Тер, а Памандзи – с названието Птит Тер. Групата острови Майот се смята за най-древната част от Коморския архипелаг. Гранд Тер е най-зеленият от островите. Климатът е тропичен, горещ и влажен, със средна годишна температура 28°С и годишна сума на валежите от 1100 до 3000 mm.

## История
През 1500 г. островът е колонизиран и е създадено султанството Маути (на арабски: جزيرة الموت Jazīrat al-Mawt). Думата mawt означава остров на смъртта на арабски и от нея произлиза френското наименование – Майот.
През 1503 г. португалски мореплаватели достигат до острова, но не правят опити да го колонизират.
През 1823 г. островът е завладян от Андрианцоли, бивш крал на мадагаскарското кралство Ибойна; на следващата година е завладян от султаната Муали, разположено на остров Мохели (сега част от Коморите). На 19 ноември 1835 г. островът преминава под контрола на султаната Анжуан, който се намира на сегашния коморски остров Анжуан. През 1843 г. Коморските острови, включително и Майот, са завзети от Франция и остават под неин контрол повече от 130 години.
През 1974 г. се провежда референдум за независимост на всички Коморски острови, но Майот отхвърля предложението с 63,8%. Две години по-късно се провежда втори референдум, на който впечатляващите 94,4% от махорите казват „не“ на отделянето от Франция. Въпреки това Коморите продължават да имат претенции спрямо Майот и през 1976 г. поставят въпроса за бъдещето на Майот пред Съвета за сигурност на ООН. При последвалото гласуване 11 от 15-те членове подкрепят желанието на Коморите, но Франция налага вето и осуетява плановете на островната държава. Между 1976 – 1995 г. статуквото на Майот в ООН е разглеждано като „Въпроса за коморския остров Майот“. От 1995 г. насам този въпрос повече не е бил обсъждан от Генералната асамблея.
На 29 март 2009 г. е проведен нов референдум, но този път за промяна на административната принадлежност на острова към Франция. С подкрепа от 95,5% е взето решението Майот да стане отвъдморски департамент и 101 департамент на Франция. Решението влиза в сила на 31 март 2011 г. и се отразява в съществени промени в правната система, здравеопазването, образованието и администрацията. Майот е първият френски департамент с над 95% мюсюлманско население и първият, който изцяло замества една правна система (шериат) с друга, в случая с френската.
Град Дзаудзи е бил столица на Коморските острови до 1977 г.

## Животни и растения
Майот се радва на изключителен интерес от ботаниците и зоолозите. Местната флора и фауна се отличават с изключителното си разнообразие и оригинални видове. Например в южния край на Гранд Тер има много влаголюбиви растения, сред които прочутите баобаби. По на север има огромни площи с кокосови палми. В горите живеят маймуни от семейство лемуроподобни, сред които има и представители на застрашения от изчезване вид сив бамбуков лемур (Hapalemur griseus). Тукашните птици се различават много от тези на съседните острови. Тук живеят изумителен брой редки видове птици, като птицата дронго, която се среща само по тези краища. Невероятно богат е и екзотичният свят на раците. Има хиляди сини, червени и черни ракообразни с големи щипки. Те използват щипките си за самозащита, като те са разположени или само от лявата, или само от дясната страна на тялото им.
Коморският архипелаг е най-големият производител на масло от иланг-иланг в света, което се използва за производство на парфюми.

## Административно деление
Майот се дели на 17 общини. Съществуват и 19 кантона, всеки от които отговаря на една община. Изключение прави община Мамудзу, която се дели на 3 кантона. За разлика от повечето други френски територии, в Майот няма окръзи.
| Карта | Общини |
| ----- | --- |
|       | 1. Дзаудзи 2. Памандзи 3. Мамудзу 4. Дембени 5. Бандреле 6. Кани-Кели 7. Буени 8. Широнги 9. Сада 10. Оуангани 11. Шикони 12. Цингони 13. М'цангамужи 14. Акуа 15. Мцамборо 16. Бандрабуа 17. Кунгу |

## Население
Населението на Майот към август 2012 г. е 212 600 души. По данни на преброяването от 2002 г. 64,7% от живеещите в Майот са родени в Майот, 28,1% са емигранти от Коморските острови, 3,9% са родени в други части на Френската република, 2,8% са имигранти от Мадагаскар и около 0,5% са преселници от други държави.
| 23 364                                    | 32 607 | 47 246 | 67 205 | 94 410 | 131 320 | 160 265 | 186 452 | 212 600 |
| Официални данни от предишни преброявания. |        |        |        |        |         |         |         |         |

Основната практикувана религия в Майот е ислямът, който се изповядва от 97% от населението. Християните съставляват около 3%. Ислямът се разпространява още през 16 век, когато островът е заселен за първи път от коморци.
Официалният език в Майот е френски. Той се използва в администрацията, образователната система и медиите. Въпреки това Майот е една от френските територии, където владеещите съставляват едва половината население. Други езици, които се използват, са шимаори, шиндзвани, кубиши, шингазиджа и арабски. Поради многообразието на говорените езици в Майот, почти 100% от всичките му жители владеят най-малко два езика. Въпреки че не е с официален статут, шимаори (смесица между суахили и френски) се говори от почти 90% от майотците, било то като майчин или като първи чужд език.